# Rimoaldus
Rimoaldus was een vroegmiddeleeuwse muntmeester die rond het midden van de 7e eeuw in het huidige Nederland actief was. 
Van Rimoaldus is bekend dat hij in de Merovingische tijd in Maastricht munten sloeg. Kort voor 650 vertrok hij naar Dorestad (Wijk bij Duurstede), waar hij eveneens als muntmeester werkte.